# Resolució 2000 del Consell de Seguretat de les Nacions Unides
La Resolució 2000 del Consell de Seguretat de les Nacions Unides fou adoptada per unanimitat el 27 de juliol de 2011. Després de recordar les resolucions anteriors sobre la situació a Costa d'Ivori, incloses les resolucions 1933 (2010), 1942 (2010), 1951 (2010), 1962 (2010), 1967 (2011), 1968 (2011), 1975 (2011), 1980 (2011), 1981 (2011) i 1992 (2011) i la Resolució 1938 (2010) sobre Libèria, el Consell va estendre el mandat de l'Operació de les Nacions Unides a Costa d'Ivori (UNOCI) fins al 31 de juliol de 2012.
La decisió de prorrogar el mandat de la UNOCI es va prendre arran de la crisi política ivoriana de 2010-2011.

## Resolució

### Observacions
El preàmbul de la resolució va assenyalar que la Cort Penal Internacional desitjava obrir una investigació sobre possibles crims de guerra i crims contra la humanitat a Costa d'Ivori des del 28 de novembre de 2010. A més, es va reconèixer l'establiment de les Forces républicaines de Côte d'Ivoire (FRCI) en substitució de les Forces de Seguretat i Defensa de Costa d'Ivori (FDSCI), a més de l'establiment d'una Comissió de Diàleg, Veritat i Reconciliació.
Mentrestant, els membres del Consell eren conscients que hi havia un alt risc de violència contra la població civil, en particular per ex membres de la Guàrdia Republicana, milícies, mercenaris, presos fugats i altres. En aquest context van ser condemnades totes les violacions dels drets humans i del dret internacional humanitari.

### Actes
Actuant sota el Capítol VII de la Carta de les Nacions Unides, el mandat de la UNOCI en la seva mida actual de 9.792 tropes, 1.350 policies i de duanes, es va ampliar fins a final de juliol 2012, juntament amb el de les forces de suport franceses. El nombre de personal de policia va ser augmentat en 205 assessors. El Consell va declarar que aquestes mesures eren necessàries per a l'"estabilització de Côte d'Ivoire".
La resolució s'adreça al mandat de la UNOCI, que inclou referències a:
- la protecció dels civils;
- abordar les amenaces de seguretat i de les fronteres;
- controlar l'embargament d'armes contra el país;
- recollida d'armes;
- assistència amb el programa de desarmament, desmobilització i reintegració;
- reforma de la seguretat i la llei;
- promoure els drets humans;
- recolzar l'assistència humanitària;
- recolzar les eleccions;
- informació pública;
- estendre l'autoritat de l'estat a tot el país;
- implementació del procés de pau;
- protecció del personal de les Nacions Unides.

La UNOCI fou dotada de "tots els mitjans necessaris" per dur a terme el seu mandat.
La resta de la resolució va demanar una nova reforma i vetllar perquè la detenció de l'expresident Laurent Gbagbo i d'altres estigués en línia amb el dret internacional. Finalment, es va demanar al Secretari General de les Nacions Unides Ban Ki-moon que proporcionés informes sobre la situació a Costa d'Ivori.